# دوبال‌میوه گل‌درشت
دوبال‌میوه گل‌درشت (نام علمی: Dipterocarpus grandiflorus) نام یک گونه از سرده دوبال‌میوه‌ها است.